# Alfred Roussel
Pour les articles homonymes, voir Roussel.
Alfred Roussel (1849–1921) est un indianiste français, né à Saint-Méloir-des-Ondes (Ille-et-Vilaine).

## Œuvres
- Cosmologie hindoue d’après le Bhâgavata purâna, 1898
- Un évêque assermenté, 1790-1802 : Le Coz, évêque d'Ille-et-Vilaine, Paris, P. Lethielleux, 1898, prix Halphen de l’Académie française en 1908
- Légendes morales de l’Inde empruntées au Bhâgavata Purâna et au Mahâbhârata, 1900, 2 tomes
- Les Anomalies du Râmâyana, 1910
- L’Inde sociale d’après le Sabhâ-Parvan, 1911, dans Mélanges d’indianisme
- Le Bouddhisme primitif, 1911
- Idées religieuses et sociales de l’Inde ancienne, 1914
- Le Bouddhisme contemporain, 1916

### Traductions
- Le Râmâyana de Vâlmîki, 1903-1907, 3 volumes. Prix Saintour 1909, conjointement avec Antonin Jaussen, Frédéric Macler et François Martin, décerné par l'Académie des inscriptions et belles-lettres[3].